# Kenny Kadji
Kenneth « Kenny » Kadji, né le 19 mai 1988 à Douala, est un joueur camerounais de basket-ball.

## Biographie
En juillet 2021, Kadji rejoint le Basket Club Maritime Gravelines Dunkerque Grand Littoral.
Le 30 janvier 2023, Kadji rejoint le Limoges Cercle Saint-Pierre.

## Palmarès
- Championnat d'Italie (1) :
  - Vainqueur : 2015.
- Coupe d'Italie (1) :
  - Vainqueur : 2015.